# Carpodesmia amentacea
Espèce
Carpodesmia amentacea (synonyme : Cystoseira amentacea) est une espèce d’algues brunes de la famille des Sargassaceae.

## Nomenclature
Carpodesmia amentacea a pour synonyme selon AlgaeBase (29 août 2020) :
- synonymes homotypiques :
  - Cystoseira ericoides var. amentacea C.Agardh, 1821 (basionyme) ;
  - Cystoseira amentacea (C.Agardh) Bory, 1832 ;
  - Halerica amentacea (C.Agardh) Kütz., 1843 ;
- synonymes hétérotypiques :
  - Cystoseira stricta (Montagne) Sauv., 1911 ;
  - Cystoseira spicata subsp. elegans Ercegovic, 1952 ;
  - Cystoseira stricta var. amentacea (Bory) Giaccone, 1973.

## Sous-espèces, formes et variétés
Selon Worms :
- Variété Cystoseira amentacea var. ambigua De Not. & Baglietto
- Variété Cystoseira amentacea var. laxa Montagne
- Variété Cystoseira amentacea var. selaginoides (L.) J.Agardh
- Variété Cystoseira amentacea var. stricta Montagne, 1846
- Variété Cystoseira amentacea var. spicata (Ercegovic) G.Giaccone, 1992 = Cystoseira amentacea var. stricta Montagne, 1846

## Distribution
Son aire de distribution s'étend entre les côtes de la mer Méditerranée et de la mer Rouge (Soudan).

## Écologie
Elle se développe en surface, dans des milieux battus.